# MÁVAG-Typ 70
Als Typ 70 bezeichnete die Budapester Maschinenfabrik MÁVAG eine Baureihe schmalspuriger Tenderlokomotiven für Bosnische Spur (760 mm). Fahrzeuge dieses Typs waren in ganz Südosteuropa auf Feld- und Waldbahnen, aber auch auf den Strecken des öffentlichen Verkehrs verbreitet. Mit insgesamt 284 Exemplaren ist der Typ 70 eine der meistgebauten Schmalspurlokomotiven Europas.

## Geschichte

### Fahrzeuge der MÁVAG
Der Typ 70 war Teil einer Typenreihe vierfachgekuppelter Schmalspurlokomotiven, die von der MÁVAG insbesondere für Feld- und Waldbahnen konzipiert worden waren. Besonderes Charakteristikum der Dampflokomotiven waren die verwendeten Klien-Lindner-Hohlachsen, die eine gute Kurvenläufigkeit ermöglichten. Weitgehend ähnliche Lokomotiven waren der größere Typ 51 mit einer Achslast von 6,5 t, der kleinere Typ 85 für eine Achslast von 4,4 t und der noch kleinere Typ 94 für eine Achslast von 3,6 t.
Die ersten Lokomotiven des neuen Typs 70 erwarb 1905 die Görgenyivölgyi erdei vasut (GEV) in Siebenbürgen. Als sich die leistungsstarken Lokomotiven dort bewährten, erwarb auch die Ungarischen Staatsbahn (MÁV) solche Lokomotiven für ihre Schmalspurbahnen. Zwischen 1906 und 1914 kamen insgesamt 31 Lokomotiven zur MÁV, die dort als 490.001 bis 490.031 eingeordnet wurden.
Nach dem Zerfall der Habsburgermonarchie infolge des Ersten Weltkrieges verblieben die meisten Lokomotiven der Reihe in den Nachfolgestaaten Rumänien, Tschechoslowakei, Polen, Italien und Jugoslawien.
Als 1938 und 1940 infolge der Wiener Schiedssprüche ein Teil der Gebiete wieder zu Ungarn kam, entstand erneut Bedarf an diesen leistungsfähigen Lokomotiven. Die MÁVAG überarbeitete die Konstruktion und fertigte ab 1942 nochmals 52 Lokomotiven. Die MÁV erwarb zunächst 20 Lokomotiven, die insbesondere für den Einsatz auf dem Schmalspurnetz von Marosvásárhely (Târgu Mureș) in Siebenbürgen vorgesehen waren. Ein Großteil dieser Lokomotiven verblieb ab 1944 bei den Rumänischen Staatsbahnen (CFR), nachdem dieses Verkehrsgebiet im Laufe des Zweiten Weltkriegs wieder an Rumänien gefallen war.
Die letzte Bauserie des Typs 70 fertigte die MÁVAG im Jahr 1950. Acht dieser Lokomotiven kamen nochmals zur MÁV, zehn erwarb die staatliche rumänische Waldbahnverwaltung Căile Ferate Forestiere (CFF). Lokomotiven aus zwei Nachkriegs-Baulosen kamen auch an Werks- und Waldbahnen in Jugoslawien sowie an die Jugoslawischen Staatsbahnen.
Insgesamt entstanden so bei der MÁVAG 152 Lokomotiven, die sich auf insgesamt 21 Bauserien verteilten.

### Rumänische Nachbauserien
Auch nach der Produktionseinstellung des Typs 70 bei der MÁVAG bestand bei den rumänischen Waldbahnen noch ein enormer Bedarf an neuen Lokomotiven. Das Stahlwerk Reșița begann deshalb 1951 mit der Produktion einer Nachbauserie. Sie unterschied sich von den Fahrzeugen der MÁVAG insbesondere durch ein höheres Dienstgewicht und einen kleineren Kessel. Bis 1958 verließen insgesamt 120 Lokomotiven die Werkhallen in Reșița, die auf nahezu allen rumänischen Waldbahnen zum Einsatz kamen.
In den 1970er Jahren war Rumänien schließlich eines der letzten Länder Europas, in denen noch Waldbahnen in nennenswerten Umfang betrieben wurden. Eine Umstellung der Holztransporte auf LKW fand in Rumänien nur vereinzelt statt. Letztlich scheiterte sogar das Vorhaben, die Dampflokomotiven durch modernere Diesellokomotiven abzulösen. Grund dafür war insbesondere die Kontingentierung von Dieselkraftstoff, der vorwiegend aus der Sowjetunion bezogen werden musste. Der Brennstoff für die alten Dampflokomotiven fiel dagegen in den Sägewerken in Form von Abfallholz kostenlos an. So begann das Traktorenwerk in Reghin 1982 mit dem Neubau von Dampflokomotiven nach den Originalplänen von Reșița. Bis 1987 entstanden so noch einmal zwölf Lokomotiven für die rumänischen Waldbahnen.

## Technische Merkmale

Maßskizze des Typs 70.1 des Baujahrs 1905

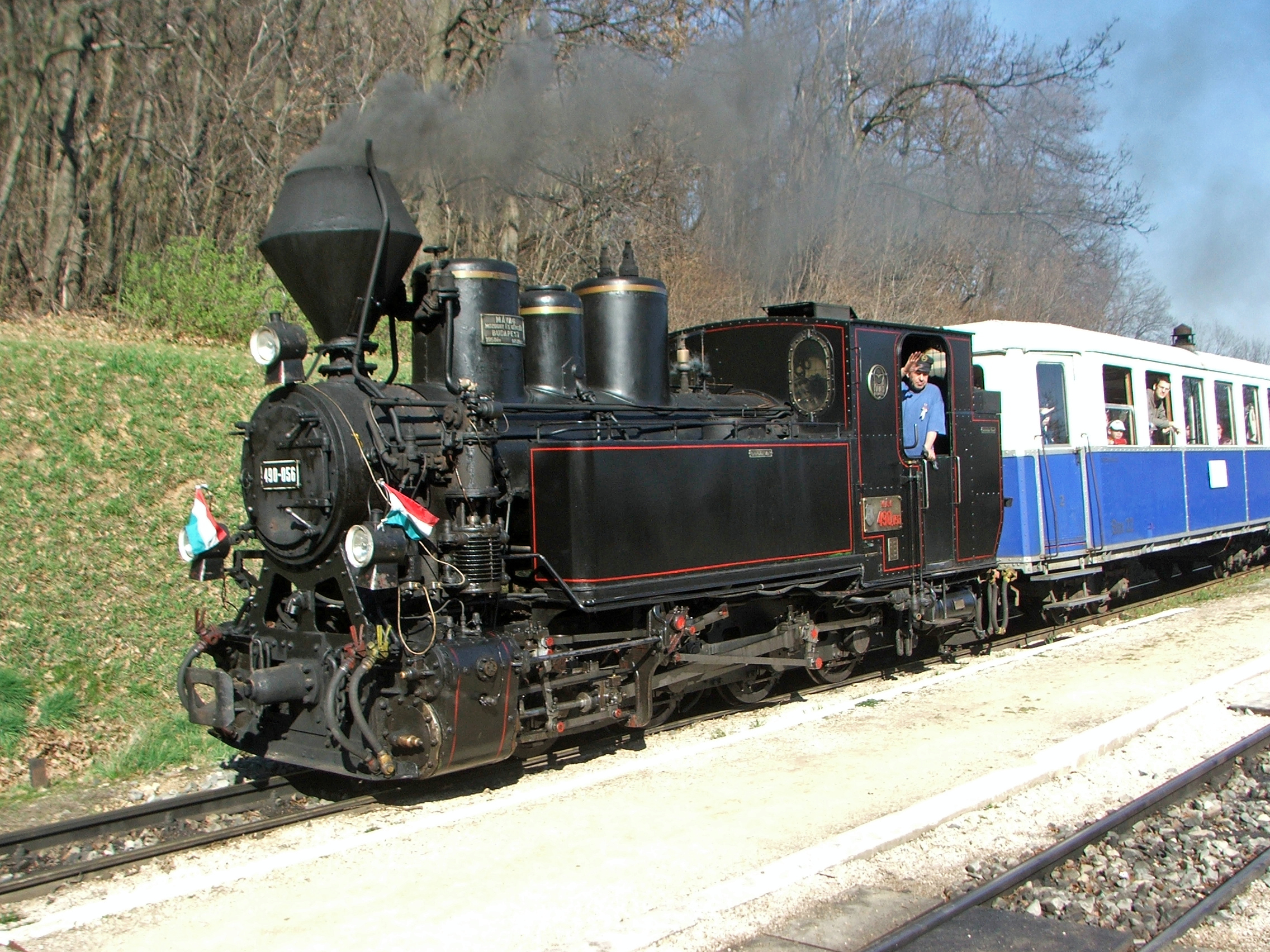
MÁVAG 70.21 Baujahr 1950

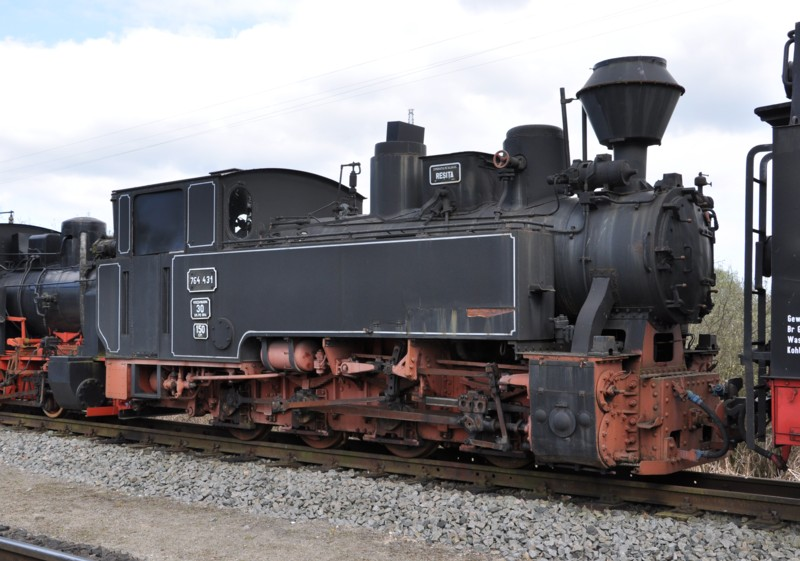
Nachbau Reșița Baujahr 1954

Die Lokomotiven besitzen einen aus zwei Schüssen bestehenden Langkessel mit zunächst einem, ab der 15. Bauserie mit zwei Dampfdomen. Auf dem zweiten Kesselschuss (ab 15. Bauserie zwischen den Domen) ist der Sandkasten angeordnet. Alle holzgefeuerten Lokomotiven waren mit einem Kobelschornstein ausgerüstet.
Als Dampfmaschine dient ein Zweizylinder-Triebwerk mit einfacher Dampfdehnung und Stephensonsteuerung. Angetrieben wird die dritte Kuppelachse. Ab der 15. Bauserie hatte die Dampfmaschine eine Heusingersteuerung.
Die Treibachsen sind starr in einem Außenrahmen gelagert. Zur besseren Kurvenläufigkeit sind die erste und vierte Kuppelachse als Klien-Lindner-Hohlachse ausgeführt. Geführt werden die Hohlachsen in Lenkgestellen, die über einen Hebelmechanismus miteinander verbunden sind.
Für den Einsatz auf neigungsreichen Strecken besaßen die Lokomotiven eine Gegendruckbremse nach le Chatelier. Ab der 15. Bauserie erhielten die Maschinen Druckluftbremsen.
Der Wasservorrat von 2 m³ befand sich in zwei seitlichen Wasserkästen. Der Brennstoffvorrat befand sich hinter dem Führerhaus. Je nach Einsatzgebiet konnten 850 kg Holz oder 1 Tonne Kohle gebunkert werden.
Die Lokomotiven beförderten auf ebener Strecke 210 t mit 25 km/h und auf einer Steigung von 25 Promille 85 t mit 12 km/h, dazu ist eine Leistung von ca. 40 bzw. 150 PS erforderlich. Die in verschiedenen Quellen oftmals angegebene Leistung von 290 PS muss angesichts dessen und der dazu nicht passenden Rost- und Kesselabmessungen als zu hoch angesehen werden. Die JDŽ gibt in ihrem Typenblatt eine Leistung von 185 PS an, was wie dort üblich wiederum eher etwas zu gering ist.
Auch werden die Nachbauten von Reșița und Reghin fallweise als leistungsstärker angegeben. Das Triebwerk blieb bei jenen jedoch faktisch gleich und die Verdampfungsheizfläche wurde um ca. 15 % kleiner, lediglich die Rostfläche wurde um etwa 13 % vergrößert. Durch die überwiegende Heizung mit Holz (manchmal auch Altreifen o. ä.) war diese Vergrößerung allerdings auch notwendig.

## Einsatz

### Der Typ 70 bei der k. u k. Heeresbahn
Mit dem Beginn des Ersten Weltkriegs bestand bei der k.u.k. Heeresbahn ein großer Bedarf an Lokomotiven für Militärzwecke. Die k.u.k. Heeresbahn erhielt 1916 von der MÁVAG insgesamt acht Lokomotiven, die dort als Reihe IVa eingeordnet worden. Dazu kamen noch drei 1912 gelieferte Fahrzeuge der Grantaler Bahn, die beschlagnahmt wurden.
Eingesetzt wurden die Lokomotiven auf fast allen frontnahen Schmalspurbahnen mit bosnischer Spurweite. Belegt sind insbesondere Einsätze auf der Prislopbahn in den Karpaten, der Steinbeisbahn in Bosnien-Herzegowina sowie auf der Grödner Bahn in Südtirol. Nach dem Ersten Weltkrieg kam keine mehr nach Ungarn zurück. Sechs Maschinen verblieben in Jugoslawien, zwei in Italien, zwei in der Tschechoslowakei und eine in Polen.

### Der Typ 70 in den Nachfolgestaaten der Donaumonarchie

#### Rumänien

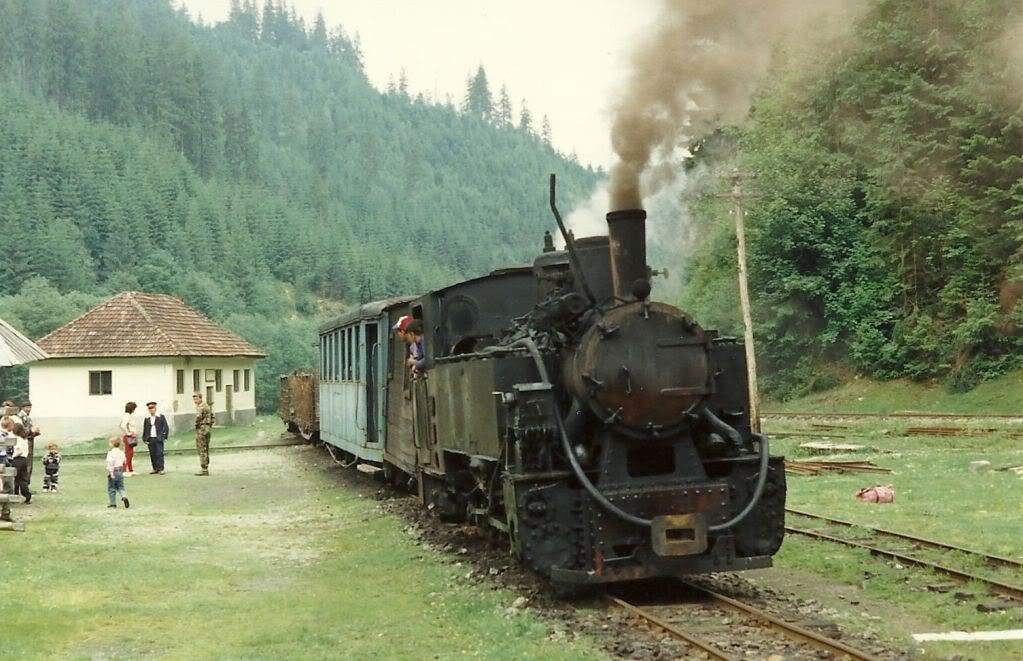
Waldbahn Vișeu de Sus mit Reșița-Lok (Wassertalbahn)

Die weiteste Verbreitung fand der Typ 70 auf den Schmalspurbahnen Rumäniens. Sowohl die Rumänische Staatsbahn (CFR) als auch die staatliche rumänische Waldbahngesellschaft Căile Ferate Forestiere (CFF) setzten eine Vielzahl von Lokomotiven ein. Auf den rumänischen Waldbahnen in den Karpaten endete der reguläre Einsatz der Fahrzeuge bis 2001 mit der Stilllegung der Einsatzstrecken. Einzige verbliebene Strecke ist seitdem die Wassertalbahn bei Vișeu de Sus. Dort wird auch weiterhin ein Teil der Züge aus touristischen Gründen mit Dampflokomotiven gefahren.
Einsatz auf Waldbahnen:
- Waldbahn Vișeu de Sus (Wassertalbahn)
- Waldbahn Câmpu Cetății
- Waldbahn Berzasca
- Waldbahn Moldovița
- Waldbahn Tismana
- Waldbahn Orăștie
- Waldbahn Covasna

#### Tschechoslowakei
In der Tschechoslowakei waren nach dem Ersten Weltkrieg nur zwei Lokomotiven verblieben, die vorher zum Bestand der k. u k. Heeresbahn gehört hatten. Die Tschechoslowakischen Staatsbahnen ordneten die Fahrzeuge als U 45.001 und U 45.002 in ihren Bestand ein. Zum Einsatz kamen sie auf der in der Karpatenukraine gelegenen Borzsatalbahn. Als das Verkehrsgebiet 1938 zunächst wieder an Ungarn und 1944 an die Sowjetunion fiel, verblieben sie dort.
Zwei weitere Lokomotiven dieses Typs waren auf den Waldbahnen der Slowakei zu finden. Sie waren 1942 von der MÁVAG an die Čiernohronská lesná železnica (ČHLD) und die Považská lesná železnica (PLŽ) geliefert worden, wo sie entsprechend dem ČSD-Nummernschema für Privatbahnlokomotiven als U 46.901 und U 46.902 bezeichnet wurden.

#### Jugoslawien
Auf dem Gebiet des späteren Jugoslawiens verblieben nach dem Ersten Weltkrieg insgesamt elf Lokomotiven der Baujahre 1912 bis 1916, die sowohl von der k. u k. Heeresbahn als auch von den Ungarischen Staatsbahnen stammten. Sieben Lokomotiven kamen als JDŽ 81-001 bis 81-007 zu den Jugoslawischen Staatsbahnen (JDŽ) und vier verblieben bei der Steinbeisbahn, die nicht Bestandteil der JDŽ war.
Als 81-008 wurde ab 1945 die ehemalige 492.962 bezeichnet, womit die Lok der Type 85 aber falsch eingereiht war. Im Gegenzug wurde die 490.957 unpassend als 80-006 nummeriert.
Nach dem Zweiten Weltkrieg sollten weitere 50 Lokomotiven beschafft werden, der Import wurde über die Handelsfirma „Technopromet“ abgewickelt. 20 Lokomotiven erhielt Jugoslawien aus der Bauserie 20, durch die von der UdSSR verordnete Handelssperre kamen dann aber nur mehr weitere sieben Stück aus der Bauserie 21 zur Auslieferung. Es waren dies die Fabriknummern 5533 – 5536 (1947), 5592 – 5607 (1947) sowie 5839 – 5845 (1949/50). Eine JDŽ-Reihenbezeichnung bekamen diese Loks nicht – teilweise fuhren sie mit ihrer Fabriknummer, teilweise wurde diese mit einem Bindestrich mittig getrennt, wodurch der Eindruck einer Baureihenbezeichnung entstand (bspw. „55-99“ oder auch „56-07“). Manche Betriebe vergaben auch eigene Nummern. Einsätze sind bei folgenden Betrieben bekannt:
- Bergwerk Banovići[10]
- Bergwerk Živinice[11] (nahe Banovići)
- Bergwerk Abid Lolić[12] (ausgehend von Bila an der Strecke Lašva–Donji Vakuf)
- Bergwerk Zenica[13]
- Stahlwerk Zenica[14]
- Waldbahn Teslić[15] (Usoratalbahn)
- Waldbahn Zavidovići[16] (Krivajatalbahn)
- Waldbahn Sebešić[17] (ausgehend von Nova Bila an der Strecke Lašva–Donji Vakuf)
- Waldbahnbetriebe Sana[18] (an der Steinbeisbahn)
- Waldbahnbetriebe Grmeć[19] (an der Steinbeisbahn)

Zwei Lokomotiven waren 2023 noch in Bosnien vorhanden, welche allerdings beide unter einer falschen Nummer existieren (siehe Liste unten).

### Der Typ 70 bei der Deutschen Reichsbahn
In den Bestand der Deutschen Reichsbahn (DR) kamen erst infolge des Zweiten Weltkriegs einige Lokomotiven. Zwei der Maschinen stammten von den Jugoslawischen Staatsbahn (JDŽ), wo sie die Nummern 81-001 und 81-004 getragen hatten. Eine der Lokomotiven fuhr als Nr. 40 bei den Steiermärkischen Gaueisenbahnen, die andere wurde dagegen von DR selbst als 99 831 auf der Schmalspurbahn Neuhaus–Neubistritz (Jindřichův Hradec–Nová Bystřice) im Sudetenland eingesetzt. Beide Lokomotiven kamen im Juni 1947 wieder zu den JDŽ.
Eine dritte Lokomotive war 1943 in Polen beschlagnahmt worden. Sie verblieb auf dem Bahnhof Mügeln (b Oschatz) in Sachsen, wo sie nach Kriegsende als 99 2563 wieder betriebsfähig aufgearbeitet wurde. 1955 wurde sie dort ausgemustert und verschrottet.

## Museal erhaltene Lokomotiven

### Lokomotiven der MÁVAG
Bedingt durch die hohe gebaute Stückzahl sind auch heute noch etliche originale Lokomotiven des Typs 70 erhalten. Die älteste noch erhaltene Lokomotive war 1910 von der MÁVAG mit der Fabriknummer 2619 geliefert worden. Sie lief bis 1992 auf der Waldbahn Berzasca, befand sich danach im Feld- und Industriebahnmuseum Freiland und kam dann nach Rumänien.
| Museal erhaltene Lokomotiven der MÁVAG | Museal erhaltene Lokomotiven der MÁVAG | Museal erhaltene Lokomotiven der MÁVAG | Museal erhaltene Lokomotiven der MÁVAG | Museal erhaltene Lokomotiven der MÁVAG | Museal erhaltene Lokomotiven der MÁVAG                      | Museal erhaltene Lokomotiven der MÁVAG | Museal erhaltene Lokomotiven der MÁVAG |
| -------------------------------------- | -------------------------------------- | -------------------------------------- | -------------------------------------- | --- | ----------------------------------------------------------- | -------------------------------------- | -------------------------------------- |
| Fabrik-Nr.                             | Baujahr                                | Bauserie                               | Herkunft                               | Heutiger Standort | Bemerkung                                                   | Foto                                   |                                        |
| 2619                                   | 1910                                   | –                                      | CFF 764-222                            | Rumänien: Georg Hocevar, Brad | nicht betriebsfähig                                         |                                        |                                        |
| 2832                                   | 1911                                   | –                                      | ?                                      | Kulturpflegeverein Steinberg, Leihgabe nach Rumänien, dort als 764-243 wieder im Einsatz, unter anderem auf Teilstücken der Waldbahn Covasna | betriebsfähig                                               |                                        |                                        |
| 5260                                   | 1942                                   | 70.15                                  | MÁV 490.039                            | Kindereisenbahn Budapest | betriebsfähig                                               |                                        |                                        |
| 5262                                   | 1942                                   | 70.15                                  | MÁV 490.041                            | Szombathely | Denkmal                                                     | -                                      |                                        |
| 5276                                   | 1942                                   | 70.15                                  | Nr. 5 IMRE                             | Bergbaumuseum Gánt | Denkmal                                                     |                                        |                                        |
| 5277                                   | 1942                                   | 70.15                                  | ČHLD U 46.901                          | Schwarzgranbahn, Čierny Balog/Slowakei | betriebsfähig                                               |                                        |                                        |
| 5278                                   | 1942                                   | 70.15                                  | PLŽ U 46.902                           | Kreismuseum Pribylina/Slowakei | abgestellt, Wiederinbetriebnahme geplant                    | -                                      |                                        |
| 5535                                   | 1947                                   | 70.20                                  | JŽ 55-35                               | Gračanica | mit der falschen Nummer 55-98                               |                                        |                                        |
| 5844                                   | 1949                                   | 70.21                                  | Kohlenbahn Živinice                    | Kohlenbahn Banovići | 2022 betriebsfähig als 55-99 (Fabrikschild zeigt 5844/1949) |                                        |                                        |
| 5848                                   | 1950                                   | 70.21                                  | MÁV 490.056                            | Kindereisenbahn Budapest | betriebsfähig                                               |                                        |                                        |
| 5849                                   | 1950                                   | 70.21                                  | MÁV 490.057                            | Museum Nagycenk | Denkmal                                                     |                                        |                                        |
| 5850                                   | 1950                                   | 70.21                                  | MÁV 490.058                            | Ópusztaszer | Denkmal                                                     |                                        |                                        |

### Lokomotiven der rumänischen Nachbauserien
Angesichts des zum Teil geringen Alters entstammen heute die meisten noch erhaltenen Lokomotiven den rumänischen Nachbauserien aus Reșița und Reghin. Mehrere Lokomotiven kamen an Eisenbahnmuseen und Museumsbahnen in ganz Europa, wo etliche auch betriebsfähig vorgehalten werden.
Etwa seit dem Jahr 2000 ergaben sich Transfereffekte in die Gegenrichtung. Einige Lokomotiven wurden wieder nach Rumänien zurückgekauft und sind teilweise wieder betriebsfähig aufgearbeitet worden.
| Erhaltene Lokomotiven der rumänischen Nachbauserien | Erhaltene Lokomotiven der rumänischen Nachbauserien | Erhaltene Lokomotiven der rumänischen Nachbauserien | Erhaltene Lokomotiven der rumänischen Nachbauserien | Erhaltene Lokomotiven der rumänischen Nachbauserien | Erhaltene Lokomotiven der rumänischen Nachbauserien                                        | Erhaltene Lokomotiven der rumänischen Nachbauserien | Erhaltene Lokomotiven der rumänischen Nachbauserien |
| --------------------------------------------------- | --------------------------------------------------- | --------------------------------------------------- | --------------------------------------------------- | --------------------------------------------------- | ------------------------------------------------------------------------------------------ | --------------------------------------------------- | --------------------------------------------------- |
| Hersteller                                          | Fabrik-Nr.                                          | Kesselnummer                                        | Baujahr                                             | Herkunft                                            | Heutiger Standort                                                                          | Bemerkung                                           | Foto                                                |
| Reșița                                              | 1407                                                |                                                     | 1953                                                | CFI 764-007                                         | ab Mai 2018 Stainzerbahn, davor Steyrtalbahn, Österreich                                   | abgestellt                                          |                                                     |
| Reșița                                              | 3052                                                | 1455                                                | 1958                                                | CFF 764-490                                         | Schmalspurbahn Třemešná ve Slezsku–Osoblaha Tschechien                                     | betriebsfähig als U 46.002                          |                                                     |
| Reșița                                              | 3055                                                | 1458                                                | 1958                                                | ACC Criscior Nr. 8                                  | JHMD, Jindřichův Hradec/Tschechien                                                         | betriebsfähig als U 46.001                          |                                                     |
| Reșița                                              | 953                                                 |                                                     | 1951                                                | CFF 764-375 von Orăștie                             | Schmalspurbahn Királyrét                                                                   | betriebsfähig als 490,2004                          |                                                     |
| Reșița                                              | 1194                                                | 954                                                 | 1951                                                | CFF 764-376                                         | Nürnberg, Feldbahnmuseum 500                                                               | Denkmal                                             |                                                     |
| Reșița                                              | 1676                                                |                                                     | 1954                                                | CFF 764-424 von Borsec                              | Waldbahn Gemenc                                                                            | 490,2003 „REZÉT“ nicht betriebsfähig                |                                                     |
| Reșița                                              | 1683                                                | 1132                                                | 1954                                                | CFF 764-427                                         | Denkmal Mokra Gora (Museumsbahn Šarganska osmica, Serbien)                                 |                                                     |                                                     |
| Reșița                                              | 1681                                                | 1130                                                | 1954                                                | CFF 764-425                                         | Tankodrom, Milovice (Tschechien), zuvor Welshpool and Llanfair Light Railway               | betriebsfähig                                       |                                                     |
| Reșița                                              | 1679                                                | 1128                                                | 1954                                                | CFF 764-423                                         | Welshpool and Llanfair Light Railway                                                       |                                                     |                                                     |
| Reșița                                              | 1677                                                | 1126                                                | 1954                                                | CFF 764-421                                         | Wassertalbahn, Vișeu de Sus/Rumänien                                                       | betriebsfähig als „ELVETIA“                         |                                                     |
| Reșița                                              | 1691                                                | 1140                                                | 1954                                                | CFF 764-435                                         | Wassertalbahn, Vișeu de Sus/Rumänien                                                       | betriebsfähig                                       |                                                     |
| Reșița                                              | 1692                                                | 1141                                                | 1955                                                | CFF 764-436                                         | Wassertalbahn, Vișeu de Sus/Rumänien                                                       | abgestellt                                          |                                                     |
| Reșița                                              | 2205                                                | 1188                                                | 1955                                                | CFF 764-449                                         | zeitweise im Bahnpark Augsburg, heute wieder auf der Wassertalbahn in Rumänien als „IOANA“ | Leihgabe von RG Holz, Viseu de Sus                  | -                                                   |
| Reșița                                              | B 393                                               |                                                     | 1955                                                | CFF 764-469                                         | Wassertalbahn, Vișeu de Sus/Rumänien                                                       | in Aufarbeitung                                     |                                                     |
| Reșița                                              | 1199                                                |                                                     | 1956                                                | CFF 764-460 von Fenes                               | Waldbahn Csömödér                                                                          | betriebsfähig als 490,2002 „ÁBEL“                   |                                                     |
| Reșița                                              | 2611                                                |                                                     | 1957                                                | Criscior Nr. 5                                      | bis 2004 auf der Steyrtalbahn in Österreich, wieder in Rumänien, Eigentum der Fa. CFI Brad | betriebsfähig                                       |                                                     |
| Reșița                                              | 603                                                 |                                                     | 1984                                                | CFF 764-406R von Borsec                             | Waldbahn Kaszó                                                                             | 490,2001 „KARÁCSONY“, nicht betriebsfähig           |                                                     |
| Reghin                                              | 601                                                 |                                                     | 1984                                                | CFF 764-404R                                        | zeitweise auf der Stainzerbahn in Österreich, heute wieder in Rumänien, Waldbahn Moldovița | betriebsfähig                                       |                                                     |
| Reghin                                              | –                                                   |                                                     | 1984                                                | CFF 764-408R                                        | Wassertalbahn, Vișeu de Sus/Rumänien                                                       | betriebsfähig als „COZIA-1“                         |                                                     |
| Reghin                                              | 606                                                 |                                                     | 1985                                                | CFF 764-409R von Tismana                            | Oldtimer Museum Rügen                                                                      | –                                                   |                                                     |
| Reghin                                              | 619                                                 |                                                     | 1987                                                | CFF 764-411R                                        | Stainzerbahn, Stainz/Österreich                                                            | betriebsfähig                                       |                                                     |
| Reșița                                              |                                                     |                                                     |                                                     | CFF 764-468 von Comănești                           | Waldbahn Gyöngyös                                                                          | betriebsfähig als 490,2005 „GYÖNGYI“                |                                                     |

Weiters gibt die Website der Wassertalbahn an: Ausgemustert, aber noch vorhanden sind 764-452, 764-457 und 764-484 (alle Reșița), welche als Ersatzteilspender genutzt wurden.